# Hemokromatos
Hemokromatos, även kallat bronsdiabetes eller jämtlandssjuka, är en genetisk sjukdom där kroppens naturliga reglering av järnupptag inte fungerar. För mycket järn tas upp i tunntarmen och inlagras i kroppens vävnader och organ. Kroppen kan inte göra sig av med överskottsjärnet och de onormalt stora och successivt ökande järndepåerna medför en förhöjd oxidativ stress. Detta leder till en ökad risk att på sikt utveckla olika följdsjukdomar såsom levercirros, diabetes och artrit. Trötthet är ofta ett tidigt tecken vid hemokromatos. Män insjuknar snabbare eftersom kvinnor kan utsöndra järn i stor omfattning med mensen. Det är en sjukdom av större omfattning än hemosideros som har liknande uppkomst. 
Liknande symtom kan även uppstå vid andra former av järnöverskott, till exempel orsakat av upprepade blodtransfusioner.

## Symtom och tecken
- Förhöjda levervärden
- Trötthet
- Hudpigmentering
- Ledproblem
- Diabetes
- Hjärtproblem
- fettlever eller levercirros
- Alzheimer
- Kutan porfyri

## Diagnos

### Blodprov
Hemokromatos ska misstänkas vid förhöjda järnvärden, ej att förväxla med blodvärdet Hb (hemoglobin):
- Järnmättnad - ett värde högre än 45% indikerar järnöverskott. Lätt förhöjda värden bör bekräftas vid en andra provtagning eftersom det kan uppvisa relativt stora variationer,
- Ferritin - ger en skattning av järndepåerna. Ett värde över 200 µg/L är för högt. Normala värden utesluter dock inte diagnos vid samtidigt hög järnmättnad tidigt i sjukdomsförloppet. Ferritin kan vara falskt förhöjt på grund av inflammation. Ferritin kan även vara förhöjt samtidigt som järnmättnaden är normal och diagnos kan inte uteslutas.

### Gentest
Diagnosen fastställs med gentest. Det finns i huvudsak två mutationer av sjukdomsgenerna, 10% av populationen har heterozygot och 0,5% homozygot uppsättning.

### Leverbiopsi
Eftersom järnet inlagras i vävnaderna (framförallt i retikuloendoteliala systemet) kan man ta reda på om patienten har hemokromatos genom mikroskopering av vävnader från biopsier färgat med berlinerblått, järnet fungerar som pigment i cellerna och syns mycket tydligt. 
Leverbiopsi som diagnosmetod används nuförtiden bara i undantagsfall.

### MR
Magnetisk resonanstomografi kan användas för att upptäcka förhöjda järnvärden i levern.

### Försvårande omständigheter
I vissa fall kan det ta tid att fastställa diagnos. Detta kan t.ex bero på att man som patient ibland i åratal blivit misstänkt för alkoholism på grund av avvikande levervärden. 

## Behandling

### Blodtappning
Hemokromatos kan effektivt behandlas genom blodtappning (flebotomi), varvid kroppens järndepåer minskar. Dessa blodtappningar utförs i början veckovis tills allt överskottsjärn är borta. Behandlingstiden varierar från några månader till ett par år beroende på hur mycket järn som fanns upplagrat vid diagnos. Efter att jämvikt har uppnåtts sker tappningar mer sällan i form av underhållsbehandling med ett intervall på ungefär 2-4 månader (beroende på individuellt järnupptag).

### Kost
- Alla former av extra järntillskott, inklusive multivitamin/mineral-preparat som innehåller järn, ska undvikas, liksom produkter som berikas med extra järn. Vissa sorters öl och vin innehåller höga halter järn.

- Att undvika vanlig mat som innehåller naturligt förekommande järn är inte att rekommendera eftersom det bara gör en liten skillnad jämfört med det järn som försvinner vid blodtappningarna, samtidigt som man riskerar att få i sig för lite av andra näringsämnen.

- Kombinationen alkohol och järnöverskott ökar risken för leverskada ytterligare. Vid konstaterad leverpåverkan bör alkohol undvikas. Vid hemokromatos utan leverskada bör alkoholmängden begränsas.

## Screening
De närmaste släktingarna (föräldrar, syskon och barn) till en person med hemokromatos ska alltid screenas för sjukdomen med värden på ferritin och järnmättnad samt eventuellt gentest.
Generell screening för hemokromatos har diskuterats men används i dagsläget ej. Eftersom obehandlat järnöverskott på sikt kan leda till svåra organskador samtidigt som tidig behandling helt tar bort denna risk skulle screening kunna hitta dessa patienter innan allvarlig skada har uppstått. Mot detta måste kostnaden för en generell screening ställas. Riktad screening mot personer som får järntillskott, såsom blodgivare och gravida, kan vara mer motiverad. 

## Prevalens
Ungefär 1 på 200 till 1 på 300 har hemokromatos. Kvinnor drabbas oftast något decennium senare än män på grund av menstruationer.

## Genetik
Hemokromatos orsakas av en mutation i gen HFE. Den vanligaste mutationen är C282Y som förekommer hos 92%. Dubbel uppsättning krävs nästan alltid för att utveckla sjukdom. Den näst vanligaste mutationen är H63D som ensam inte normalt orsakar skador men kombinationen C282Y/H63D kan ge hemokromatos. Det gäller också kombinationen C282Y/S65C som är ännu ovanligare.